# Selaginella griffithii
Selaginella griffithii är en mosslummerväxtart som beskrevs av Antoine Frédéric Spring. Selaginella griffithii ingår i släktet mosslumrar, och familjen mosslummerväxter. Inga underarter finns listade i Catalogue of Life.